# سوسری درخشان معمولی
سوسری درخشان معمولی (نام علمی: Drymaplaneta communis) یک سوسری بومی جنوب شرقی استرالیا است. از مواد آلی تغذیه می‌کند و اغلب در زیر پوست درختان اکالیپتوس یافت می‌شود. در پایان دهه ۱۹۹۰ و ۲۰۰۰، به نظر می‌رسید که این سوسری در سیدنی و ملبورن یک انفجار جمعیت داشته است و معمولاً در داخل خانه‌ها یافت می‌شود. این افزایش جمعیت احتمالاً مصادف با یک دوره خشک طولانی است، که در آن بسیاری از باغبانان حومه شهر مالچ را به باغ‌های خود افزودند که زیستگاهی برای سوسری‌های معمولی درخشان فراهم می‌کرد. با وجود اینکه معمولاً در درون خانه‌ها یافت می‌شود، سوسری‌های درخشان معمولی خطر سلامتی مشابه سوسک‌های معرفی‌شده را ندارند.